# Charlota z Moravce
Charlota z Moravce (17. března 1715 Brno – 21. října 1765 Bučovice; Charlota Dominica Catharina Josepha) byla šlechtična, baronka a manželka majitele Ivanovického panství.
Narodila se 17. března 1715, jako dcera vlivného šlechtice Františka Kazimíra z Moravce a Františky Eleonory z Moravce, rozené Chorynské z Ledské. Pocházela ze starobylého a velmi bohatého rodu. Provdala se ve svých 21 letech a to 22. listopadu 1736 za Jana Václava Přepyského z Rychemberka. Jejich svatba ovšem vydržela pouhý jeden den, údajně díky kletbě staré cikánky. Poté baronka upadla v zapomnění, pravděpodobně se uchýlila do některého z klášterů, nebo podle pověsti na selský statek v Bučovicích.